# Епархия Антверпена
Епархия Антверпена (лат. Dioecesis Antverpiensis) — епархия Римско-Католической церкви с центром в городе Антверпен, Бельгия. Епархия Антверпена входит в митрополию Мехелена-Брюсселя. Кафедральным собором епархия Антверпена является церковь Пресвятой Девы Марии.

## История
12 мая 1559 года Римский папа Павел IV выпустил буллу Super universas, которой учредил епархию Антверпена. В этот же день епархия Антверпена вошла в митрополию Мехелена (сегодня — митрополию Мехелена-Брюсселя). 29 ноября 1801 года Римский папа Пий VII выпустил буллу Qui Christi Domini, которой упразднил епархию Антверпена.
8 декабря 1961 года Римский папа Иоанн XXIII выпустил буллу Christi Ecclesia, которой восстановил епархию Антверпена.

## Ординарии епархии
- епископ Filippo Negri (10.03.1561 — 4.01.1563);
  - Sede vacante (1563—1569);
- епископ Franciscus Sonnius (Van de Velde) (13.03.1570 — 29.06.1576);
  - Sede vacante (1576—1586);
- епископ Laevinus Torrentius (Liévin van der Beken) (27.10.1586 — 26.04.1595);
- епископ Guillaume de Berghes (14.04.1597 — 9.04.1601) — назначен архиепископом Камбре;
- епископ Jean Miraeus (Le Mire) (15.03.1604 — 12.01.1611);
- епископ Johannes Malderus (Jean van Malderen) (25.05.1611 — 21.10.1633);
- епископ Nemius (Gaspard du Bois) (12.02.1635 — 27.11.1651) — назначен архиепископом Камбре;
- епископ Marius o Ambroise Capello (6.07.1654 — 4.10.1676);
- епископ Aubert van den Eede (13.09.1677 — 6.11.1678);
- епископ Jean-Ferdinand de Beughem (25.09.1679 — 19.05.1699);
- епископ Reginaldus Cools (10.05.1700 — 2.12.1706);
- епископ Peter Josef von Franken-Siersdorf (15.12.1710 — 19.10.1727);
- епископ Charles d’Espinoza (14.06.1728 — 31.08.1742);
- епископ Guillaume-Philippe de Herzelles (11.03.1743 — 2.09.1744);
- епископ Joseph-Anselme-François Weerbrouck (17.01.1746 — 24.12.1747);
- епископ Dominikus de Gentis (Wilhelm Philipp Gentis) (5.05.1749 — 5.07.1758);
- епископ Henri-Gabriel van Gameren (4.12.1759 — 26.01.1775);
- епископ Jacques-Thomas-Joseph Wellens (15.07.1776 — 30.01.1784);
- епископ Corneille-François Nelis (14.02.1785 — 21.08.1798);
  - Sede soppressa (1801—1961);
- епископ Jules Victor Daem (5.04.1962 — 4.11.1977);
- епископ Годфрид Даннеелс (4.11.1977 — 19.12.1979) — назначен архиепископом Мехелена-Брюсселя;
- епископ Paul Van den Berghe (3.07.1980 — 28.10.2008);
- епископ Johan Bonny (28.10.2008 — по настоящее время).

## Источник
- Annuario Pontificio, Libreria Editrice Vaticana, Città del Vaticano, 2003, ISBN 88-209-7422-3
- Булла Super universas/ Bullarum diplomatum et privilegiorum sanctorum Romanorum pontificum Taurinensis editio, Vol. VI, стр. 559—565  (лат.)
- Булла Qui Christi Domini/ Bullarii romani continuatio, Tomo XI, Romae 1845, стр. 245—249  (лат.)
- Булла Christi Ecclesia, AAS 54 (1962), стр. 765  (лат.)
- Булла Cathedralium ecclesiarum  (лат.)
- Pius Bonifacius Gams, Series episcoporum Ecclesiae Catholicae, Leipzig 1931, стр. 247  (лат.)
- Konrad Eubel, Hierarchia Catholica Medii Aevi, vol. 3 Архивная копия от 21 марта 2019 на Wayback Machine, стр. 111; vol. 4 Архивная копия от 4 октября 2018 на Wayback Machine, стр. 87-88; vol. 5, стр. 90; vol. 6, стр. 89-90  (лат.)